# Maelstrøm
Maelstrøm is een Nederlands bier van hoge gisting.
Het bier wordt gebrouwen in opdracht van de Stichting Noord-Hollandse Alternatieve Bierbrouwers (SNAB) te Purmerend in De Proefbrouwerij te Hijfte, België.
Het is een donker amberkleurig bier met een alcoholpercentage van 9,2% (22,3° Plato). Dit bier werd voor de eerste maal gebrouwen ter gelegenheid van het tienjarig bestaan van de SNAB. Dit bier werd oorspronkelijk gemaakt samen met SNAB Pale Ale in één storting. Door deze zware storting na te spoelen verkreeg men zo een minder zwaar bier. Beide bieren worden nu om praktische redenen apart gebrouwen.